# Вулиця Євгена Сверстюка (Київ)
Ву́лиця Євге́на Сверстюка́ — вулиця у Дніпровському районі міста Києва, житловий масив Лівобережний (історична назва — Микільська слобідка). Пролягає від Броварського проспекту до бульвару Верховної Ради.
Прилучаються вулиці Раїси Окіпної, Ованеса Туманяна, Бориса Мартоса (двічі), площа Сергія Набоки і залізниця (переїзд, нині закритий).

## Історія
Вулиця виникла у 1-й чверті XX століття, була частиною вулиці 3-го Інтернаціоналу (разом з проспектом Миру, вулицями Празькою і Бориспільською). 
У 1955 році була перейменована на вулицю Марини Раскової, на честь радянської льотчиці-штурмана, Героя Радянського Союзу Марини Раскової.
Сучасна назва на честь українського письменника і дисидента Євгена Сверстюка — з 2015 року.

## Установи та заклади
- Державна інспекція з контролю за цінами (буд. № 15)
- Асоціація українських банків (буд. № 15)
- Державний інститут комплексних техніко-економічних досліджень (буд. № 15)
- Український науково-дослідний центр фармації МОЗ України ДП (буд. № 17)

## Особистості
У будинку № 8 до своєї смерті 1 грудня 2014 року мешкав український письменник і дисидент Євген Сверстюк. Після його смерті Український інститут національної пам'яті запропонував перейменувати вулицю Марини Раскової на його честь.

## Зображення

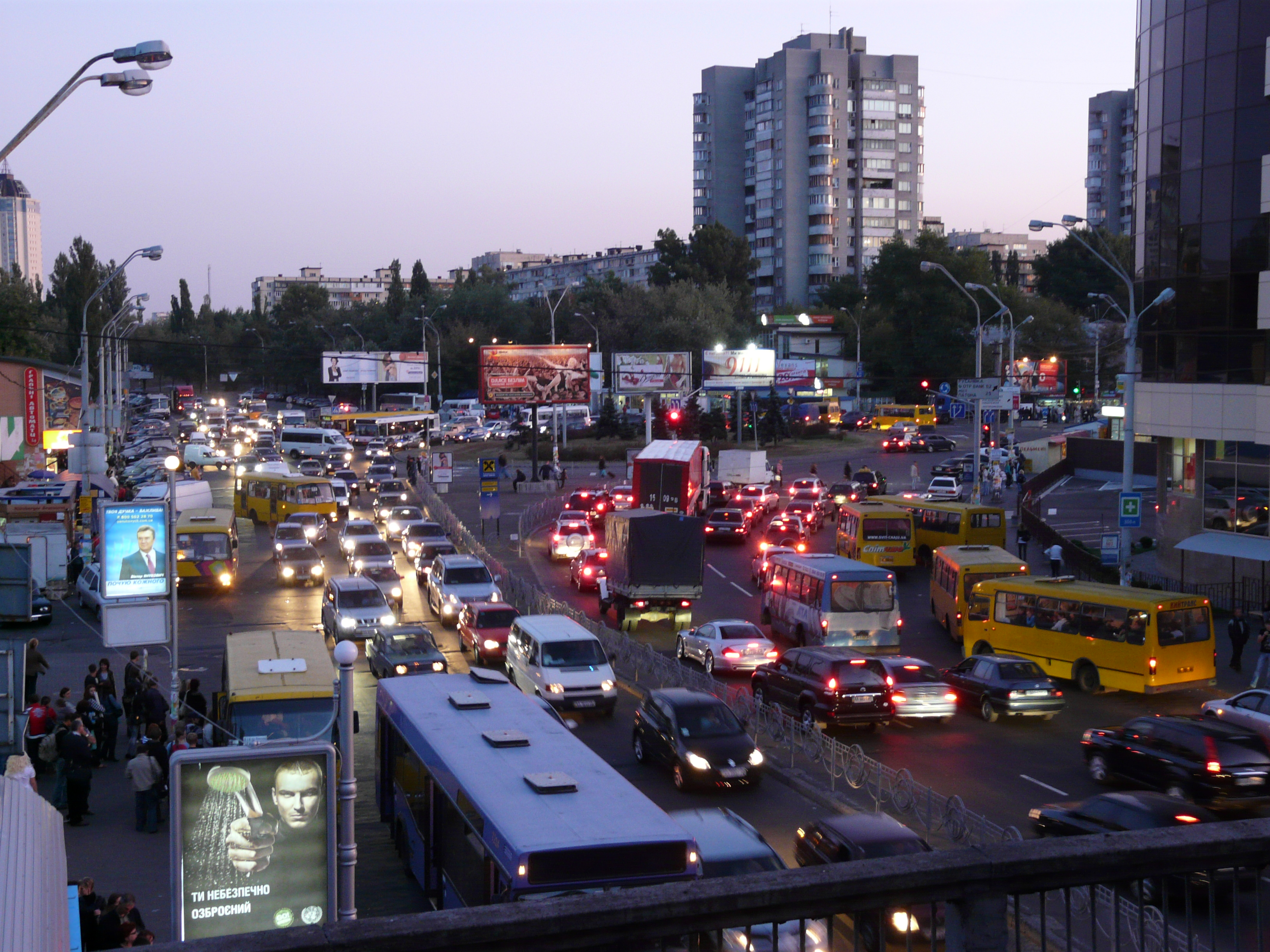
Вигляд на початок вулиці та площу Сергія Набоки (вулиця Раїси Окіпної відходить направо), 2009 рік
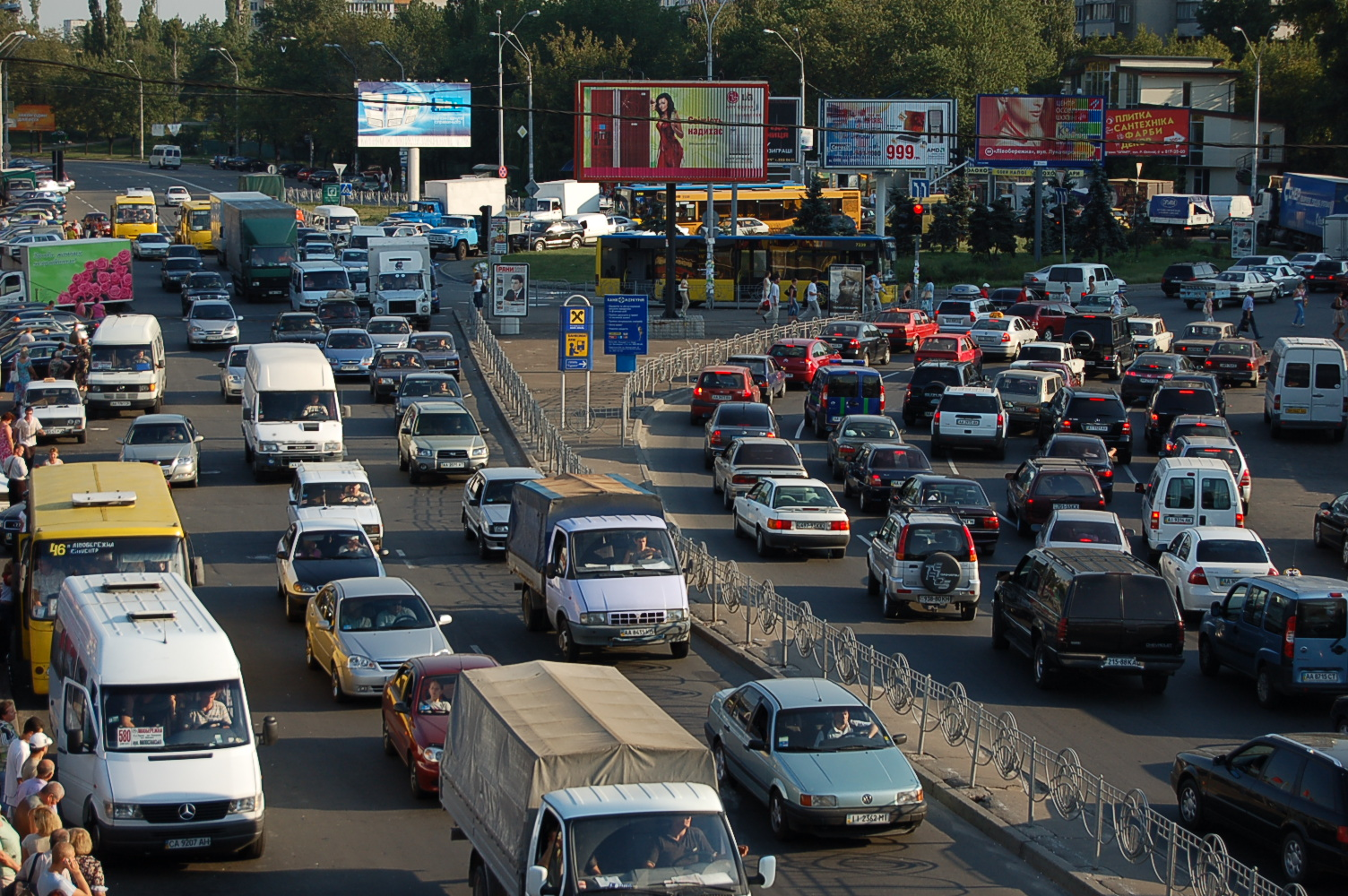
Транспортний потік біля станції метро «Лівобережна» на площі Сергія Набоки, 2007 рік